# Fernando Rodríguez Ortega
Fernando Rodríguez Ortega (* Pilas, Sevilla, 11 de mayo de 1987) es un futbolista español que actualmente está sin club.

## Trayectoria
Se formó futbolísticamente en las categorías inferiores del Sevilla FC. En la temporada 2008/2009 formó parte de la plantilla del Sevilla Atlético en Segunda División desde donde llegó a jugar, convocado por Manolo Jiménez, con el primer equipo, debutando en Primera División en la jornada 7 en el partido frente a la UD Almería, y siendo igualmente convocado para partidos de Copa de la UEFA.
En verano de 2009 es fichado por el Real Jaén, y en el mercado de invierno de la temporada 2010/2011 se marcha al conjunto del San Roque.
Posteriormente, en 2011 se marcha al Ceuta y en 2012 al Lucena CF. 
En 2013 se hace oficial su fichaje por el FC Cartagena de cara a la temporada 2013/2014. En su primera etapa como albinegro, en la temporada 2012/13, el pileño marcó 20 goles, el más recordado el que marca el primer tanto al FC Barcelona del Tata Martino en el partido de ida de la eliminatoria de Dieciseisavos de final de la Copa del Rey.
En verano de 2014 se hace oficial su fichaje por el Hércules Club de Fútbol.
En verano de 2015 se hace oficial su fichaje por el Club de Fútbol Reus Deportiu, tras una buena temporada donde lograría el ascenso a Segunda A, abandona el club catalán, para volver al FC Cartagena, en lo que sería su segunda etapa en el equipo blanquinegro.
En el mercado de invierno de la temporada 2016-17, pide la baja en el FC Cartagena tras lograr dos tantos en 11 partidos en la primera vuelta, para firmar un suculento contrato con el Ceres Negros de la United Football League de Filipinas.
En enero de 2017 firmó con Ceres Negros, donde marcó 21 goles y se proclamó campeón de la Primera División filipina. En 2018 dio el salto a Indonesia firmando con Mitra Kukar FC, donde marcó 15 goles en liga pero no pudo salvar al equipo de su descenso a Segunda. 
En 2019 se marchó a Malasia para jugar en las filas del Kedah FA, una de sus mejores etapas en el extranjero, ya que marcó 21 goles y el delantero sevillano se erigió como uno de los máximos goleadores de la Superliga e incluso levantó la Copa, por lo que sorprendió que las águilas descartaran la renovación de su contrato. 
En enero de 2020, firma por el Johor Darul Takzim FC II de la Premier League de Malasia, la segunda división de Malasia, que dirige el técnico español Rafael Gil Sánchez.
El 4 de agosto de 2022, firma por el Persis Solo de la Liga 1 de Indonesia.

## Clubes
| Club                         | País      | Año        |
| ---------------------------- | --------- | ---------- |
| Sevilla Fútbol Club          | España    | 2008-2009  |
| Real Jaén                    | España    | 2009-2011  |
| San Roque                    | España    | 2011       |
| Asociación Deportiva Ceuta   | España    | 2011- 2012 |
| Lucena Club de Fútbol        | España    | 2012-2013  |
| Fútbol Club Cartagena        | España    | 2013-2014  |
| Hércules Club de Fútbol      | España    | 2014-2015  |
| Club de Futbol Reus Deportiu | España    | 2015-2016  |
| Fútbol Club Cartagena        | España    | 2016       |
| Ceres Negros                 | Filipinas | 2017       |
| Mitra Kukar FC               | Indonesia | 2018       |
| Kedah FA                     | Malasia   | 2019       |
| Johor Darul Takzim FC II     | Malasia   | 2020-2022  |
| Persis Solo                  | Indonesia | 2022-2024  |
| Real Jaén                    | España    | 2023-2025  |

## Palmarés

### Campeonatos nacionales
| Título                      | Club            | País      | Año  |
| --------------------------- | --------------- | --------- | ---- |
| Philippines Football League | Ceres-Negros FC | Filipinas | 2017 |
| Copa FA Malasia             | Kedah FA        | Malasia   | 2019 |